# 東信達村
東信達村（ひがししんだちむら）は、大阪府南部、泉南郡に属していた村。現在の泉南市南部、阪和自動車道泉南インターチェンジの南側一帯、金熊寺川上流域にあたる。

## 地理
- 山 ： 四石山
- 河川 ： 金熊寺川

## 歴史
- 1889年（明治22年）4月1日 - 町村制の施行により、金熊寺村、六尾村、楠畑村、童子畑村、葛畑村が合併して日根郡東信達村が発足。
- 1896年（明治29年）4月1日 - 所属郡が泉南郡に変更。
- 1941年（昭和16年）2月11日 - 信達村と合併して信達町が発足。同日東信達村廃止。

## 交通

### 道路
- 根来街道

現在は旧村域を阪和自動車道が掠めるが、当時は未開業。